# TV-2127
La TV-2127 és una carretera del Baix Penedès que discorre pels termes municipals del Vendrell, entre la vila cap del municipi i el poble de Sant Salvador. La T correspon a la demarcació de Tarragona, tot i que actualment pertany a la Generalitat de Catalunya. La V indica que pertanyia a l'antiga xarxa de carreteres veïnals.
Té l'origen a l'extrem meridional de la vila del Vendrell, al carrer de Jaume Carner, des d'on surt cap al sud havent travessat per sota les vies de la Línia 4 (Rodalia de Barcelona) i seguint per la riba dreta el curs de la Riera de la Bisbal. Sempre a prop i a la dreta d'aquesta riera, travessa per sota la C-32, més tard les vies del Ferrocarril de Barcelona a Tortosa, Flix i Lleida, i finalment arriba a Sant Salvador en uns quatre quilòmetres de recorregut.